# Grafenbach-Sankt Valentin
Grafenbach-Sankt Valentin osztrák mezőváros Alsó-Ausztria Neunkircheni járásában. 2019 januárjában 2187 lakosa volt. 

## Elhelyezkedése

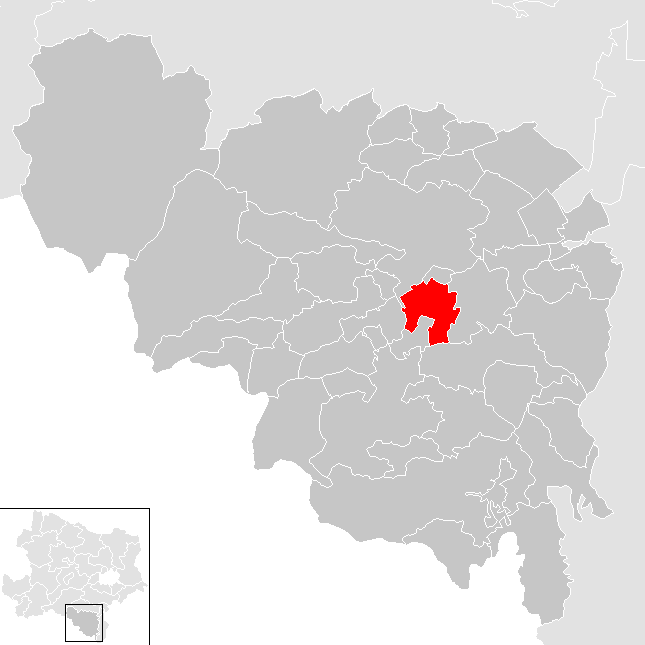
Grafenbach-Sankt Valentin a Neunkircheni járásban

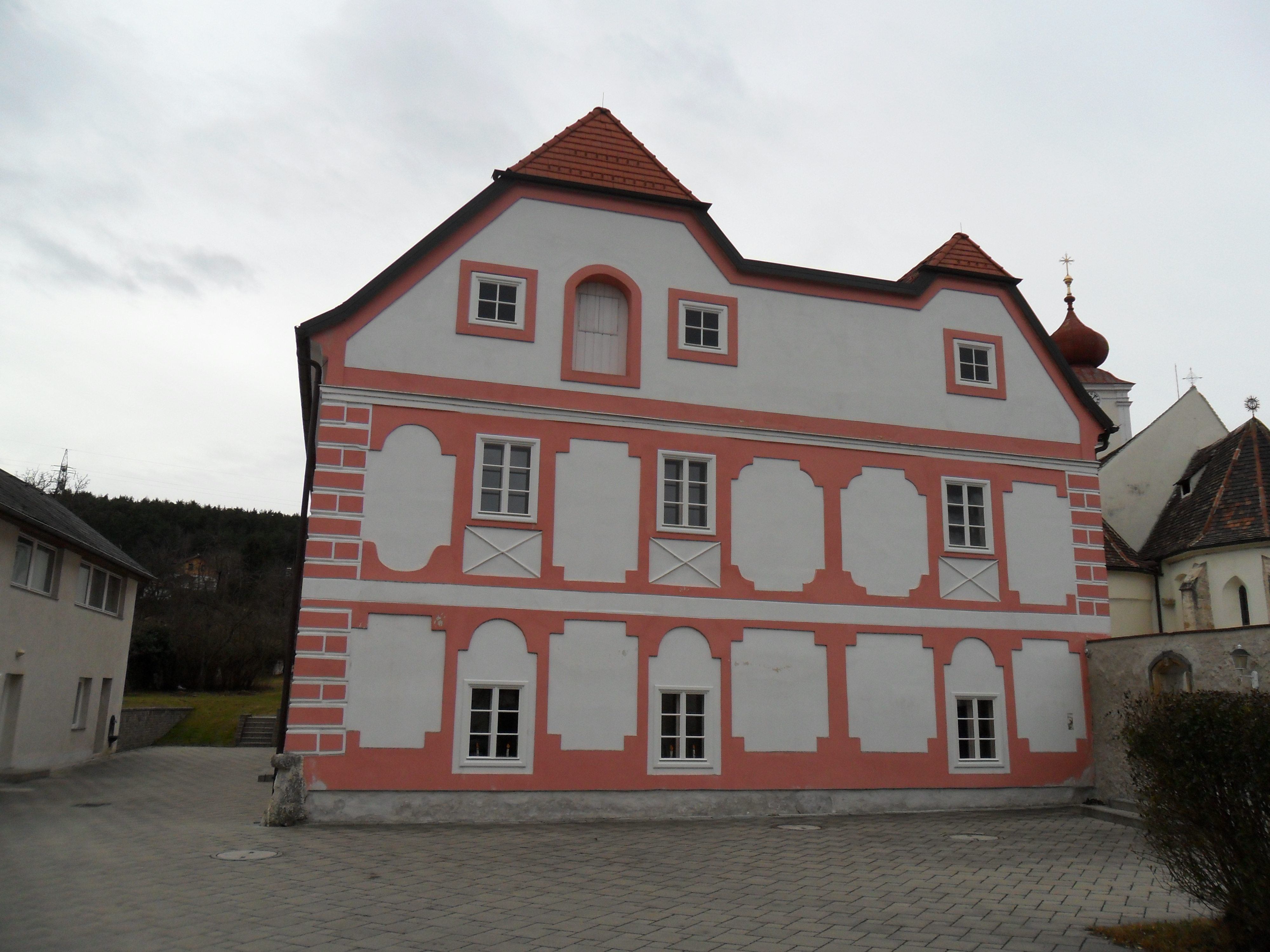
A katolikus plébánia

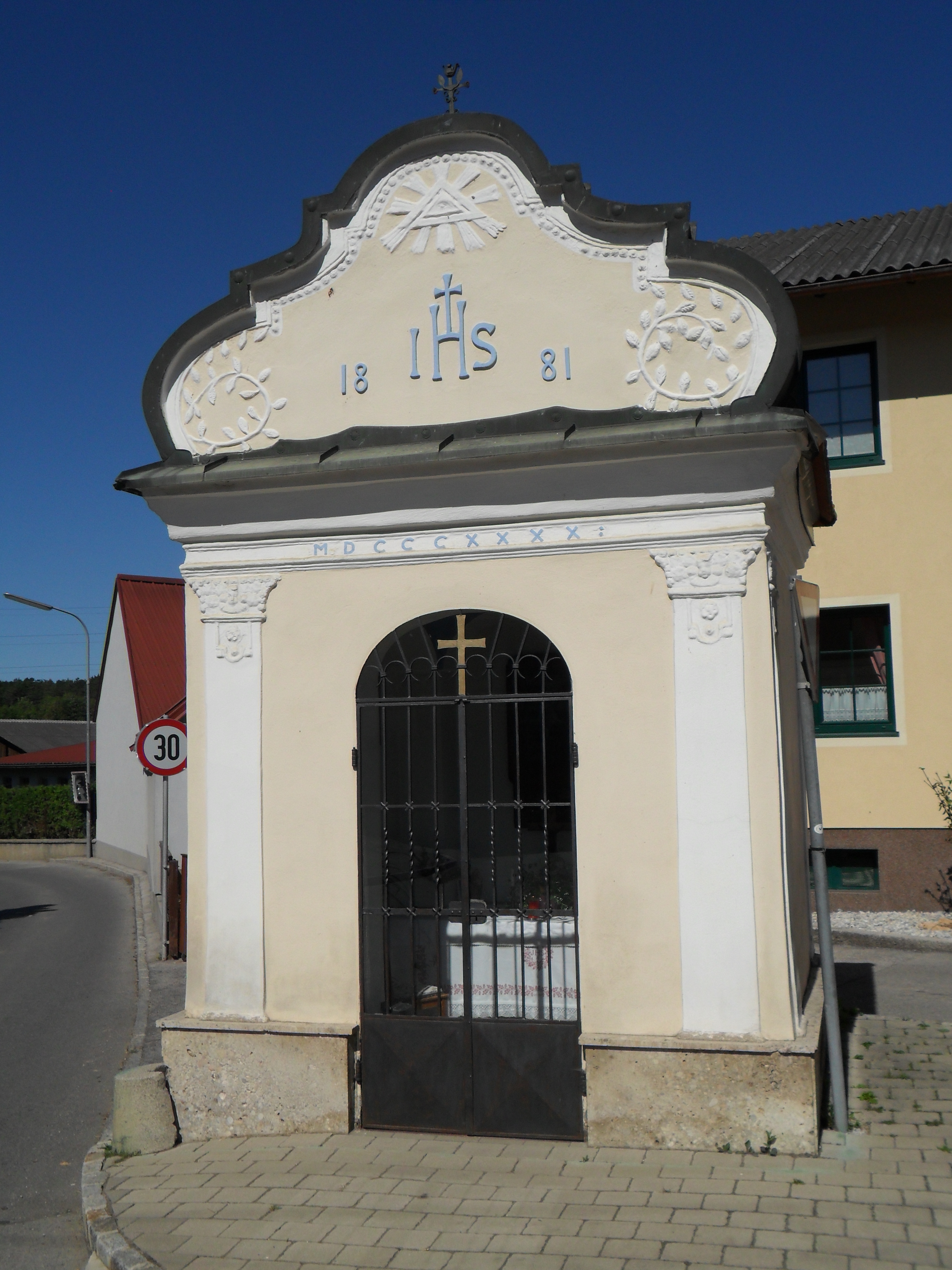
Útmenti kápolna

Grafenbach-Sankt Valentin Alsó-Ausztria Industrieviertel régiójában fekszik a Schwarza folyó völgyében. Területének 51,5%-a erdő. Az önkormányzat 5 településrészt, illetve falut egyesít: Göttschach (168 lakos 2019-ben), Grafenbach (844), Ober-Danegg (145), Penk (238) és St. Valentin-Landschach (783).  
A környező önkormányzatok: északkeletre Wimpassing im Schwarzatale, keletre Wartmannstetten, délkeletre Warth, délnyugatra Altendorf, nyugatra Enzenreith, északnyugatra Ternitz. 

## Története
Grafenbachot először 1147-ben említik, amikor a reini apátságtól a St. Lambrecht-i kolostorhoz került. A reiniek már 1159-ben vissza akarták váltani Grafenbachot, de St. Lambrecht erre nem volt hajlandó. A későbbiekben a Pottendorf családnak voltak birtokai itt, majd Albrecht von Pottendorf 1495-ben az egész falut megszerezte. 
St. Valentin 1204-ben szerepel először az oklevelekben, mint a flatzi egyházközség filiáléja. Önálló egyházközségként elsőként 1340-ben említik. 
A mai önkormányzat 1967-ben jött létre Grafenbach és Sankt Valentin-Landschach községek egyesülésével. 1972-ben csatlakozott hozzá Ober-Danegg és Penk zu Grafenbach-St. Valentin is. A nagyközség 1997-ben kapott mezővárosi rangot.       

## Lakosság
A Grafenbach-Sankt Valentin-i önkormányzat területén 2019 januárjában 2187 fő élt. A lakosságszám 2001-ben érte el csúcspontját 2304 fővel, azóta csökkenés tapasztalható. 2017-ben a helybeliek 91%-a volt osztrák állampolgár; a külföldiek közül 1,1% a régi (2004 előtti), 2,6% az új EU-tagállamokból érkezett. 2,1% a volt Jugoszlávia (Szlovénia és Horvátország nélkül) vagy Törökország, 3,3% egyéb országok polgára volt. 2001-ben a lakosok 75,9%-a római katolikusnak, 2,8% evangélikusnak, 4,6% mohamedánnak, 13,3% pedig felekezeten kívülinek vallotta magát. Ugyanekkor 6 magyar élt a mezővárosban; a legnagyobb nemzetiségi csoportot a német (91,6%) mellett a törökök alkották 2,8%-kal.  
A lakosság számának változása:

| 2016 | 2 260 |
| 2018 | 2 264 |

## Látnivalók
- a Szt. Bálint-plébániatemplom mai formáját 1726-ban nyerte el, miután 1684-ben leégett.
- a kora barokk katolikus plébánia
- az 1881-es útmenti kápolna

## Fordítás
- Ez a szócikk részben vagy egészben  a   Grafenbach-St. Valentin című német Wikipédia-szócikk ezen változatának fordításán alapul.  Az eredeti cikk szerkesztőit annak laptörténete sorolja fel. Ez a jelzés csupán a megfogalmazás eredetét és a szerzői jogokat jelzi, nem szolgál a cikkben szereplő információk forrásmegjelöléseként.